# 十面鬼
- 仮面ライダーシリーズ
  - 仮面ライダーアマゾン > 十面鬼
  - 仮面ライダーシリーズ第1期登場怪人一覧 > 十面鬼
  - 仮面ライダーディケイド > 十面鬼

十面鬼（じゅうめんき）は、特撮シリーズ『仮面ライダーアマゾン』および『仮面ライダーディケイド』などに登場する架空の怪人。

## 十面鬼ゴルゴス

### 『仮面ライダーアマゾン』
『仮面ライダーアマゾン』第1話から第14話に登場。資料によっては単に十面鬼と記述している。
ゲドンの首領。
かつては古代インカ文明の末裔である長老バゴーの助手を務める科学者だったが、世界征服の野心に目覚め、改造人間と化した自分の下半身と9人の悪党の頭部を顔岩に結合し、残忍な十面鬼へと変貌した。定期的に「血の供物」と呼ばれる生き血の生贄を求める。十面鬼は1日に10人分の血液が必要で、特に女子供の血を好む。呪術、飛行能力などを使用する。
古代インカ帝国の末裔を皆殺しにし、ガガの腕輪を手に入れ、対となるギギの腕輪を狙う。だが、ゲドンを裏切った獣人ヘビトンボ（成虫）におびき出され、アマゾンライダーの大切断によってガガの腕輪ごと右腕を切り落とされると、「これが俺の最期だ！」と言い残して上空で自爆した。
武器・技
ガガの腕輪
右上腕に装備されている腕輪。
顔岩
ゴルゴスの下半身となった、顔が付いた巨大な岩。口の部分から30万度の火炎・通常爆薬の40倍の爆発力を持つ赤い液体爆弾・白や赤の溶解液・ミサイルを吐き出すことができる。咬み付きも可能。
不思議な力を持つ隕石で造られており、目に当たる部分は透視光線を放ったり遠くの物を見分けたりすることが可能。
石森章太郎によるデザイン画では、名称をブレーン・マシーンと記述している。
ブラック・オン・ゴールド
ゴルゴスが披露した技。「ブラック・オン・ゴールド」と唱えることで、周囲を暗闇が包む。
- 声 - 沢りつお
- スーツアクター - 河原崎洋夫[7]
  - その他、顔岩の顔は河原崎、中村文弥、中屋敷鉄也、山田茂、小沢章治ほか大野剣友会メンバーが主に担当[7]。

制作関連
着想元は1973年の映画『未来惑星ザルドス』。
本編中は最後まで顔岩と一体化していたが、スーツは下半身も含めた全身が造形されており、特写で確認できる。マスクは、第3話で目に透明パーツが加えられた。
顔岩の中には脚立があり、ゴルゴスの役者はこれを使って上半身を出していた。また、顔岩の中は狭く、2～10の顔の役者達は体をねじった状態での演技を強いられ苦労したという。

#### 顔岩の顔
ゴルゴスによって顔岩に埋め込まれた9人の悪党の頭部。それぞれが意思を持ち、ゴルゴスに助言や献策を行う。ゴルゴス同様に生き血をエネルギー源としている。当初は普通の人間と大差ない顔色をしていたが、第3話からは顔岩と同じ赤い顔色に変化。
顔岩の顔はゴルゴスの左腕側から時計回りに「2の顔」～「10の顔」と数え（ゴルゴスを「1の顔」とする）、それぞれに以下のようなプロフィールが設定されていた。
- 2の顔：テレビの司会者。自作自演のビル破壊事件を起こして報道していた。
- 3の顔：イギリスで活動していた大泥棒。
- 4の顔：正面の顔。大量虐殺を行った元ナチスの幹部。
- 5の顔：アメリカンマフィアのボス。
- 6の顔：第二次世界大戦期に暗躍していたスパイ。
- 7の顔：殺し屋。悪人からも嫌われていたという。
- 8の顔：インチキ宗教「ゾンビー教」の牧師。
- 9の顔：細菌や毒の研究者。
- 10の顔：パリで連続怪奇事件を引き起こした犯人。死者を蘇生する改造手術が得意。

顔岩の顔は第13話で、その1つがアマゾンによって倒されて石化。残りも第14話でのアマゾンと十面鬼の最後の決戦の際に全てアマゾンに倒されている。

### テレビシリーズの派生作品（ゴルゴス）
映画『ジャッカー電撃隊VSゴレンジャー』
台詞での言及と写真のみの登場。クライムが再結成したのと同じころ、アマゾンと戦っていた。
山田ゴロ版漫画『仮面ライダーアマゾン』
ギギの腕輪奪取のため、子猫を獣人に仕立ててアマゾンに近付ける狡猾さも有する。
漫画『仮面ライダーSPIRITS』
第3部にて、暗闇大使が操る魂（生前の記憶）の無い再生ゲドンの首領として登場。
九州を制圧し、阿蘇山の火山脈を爆破してカルデラ噴火を起こそうと企むが、アマゾンの持つ二つの腕輪の力で防がれる。疲弊したアマゾンからガガの腕輪を奪った獣人たち諸共に火炎を浴びせ、自身は時空魔法陣で再生ガランダー帝国が制圧する沖縄へ移動。追ってきたアマゾンの大切断で右上半身を切り落とされるが、執念でガガの腕輪をゼロ大帝に投げ渡して力尽き、そのままガランダーの獣人たちに貪り食われた。その後ゼロ大帝によって、残っていた左半身および顔岩にガガの腕輪を装着されて一時的に復活し、火炎放射でZXやムシビトの群れと戦うが、最期はゼロ大帝に腕輪を剥ぎ取られ再び死亡した。
『MASKED RIDER AMAZON EDITION -プレ・ステージ-』
テレビシリーズの前日譚として、完全体の姿が登場。テレビの姿になるまでの経緯が描かれている。詳しくは#派生キャラクターを参照。
MASKED RIDER DEN-O 『ロスト・トレイン』
名前のみ登場。アマゾンが消えたため、その代わりとして仮面ライダー響鬼が、ゼロ大帝と戦った際、「鬼」である響鬼を十面鬼の手のものと勘違いし警戒する。

### 石ノ森章太郎の漫画作品
漫画『仮面ライダーアマゾン』
ゲドンの首領として登場。ゴルゴスの名を持ち、本来ガガの腕輪を守る役目にあった。

### 『仮面ライダーSD』
グランショッカー八鬼衆の1人として登場。十面オープンというマシンに搭乗する。
『仮面ライダーSD マイティライダーズ』
獣人という知性の足りない怪人たちを率いる。自身も知性が足りず、「馬鹿」という言葉に過敏に反応する。作戦の矛盾や誤解を指摘されることがあるが、その迫力で誤魔化すことが多い。「馬鹿って言うなーっ!」が口癖。
タイムマシン編に登場する先祖は賢かったが、十面鬼が送ったクライシス軍のタイムマシンがぶつかったショックで頭が悪くなるというタイムパラドックスがあった。
ゴルゴム編ではシャドームーンや地獄大使らと共に風船気球で大神官ダロムの天空城へ向かっていたところ、城（外見は巨大な巣箱の乗った大樹）から現れた無数の小鳥に風船を割られ、浮力を確保するためにジェネラルシャドウによって気球につながれていたロープを切断され、墜落する。その後の行方は不明。
『仮面ライダーSD 疾風伝説』
終盤に少しだけ登場。こちらも生死は不明。
『仮面ライダーSD グランショッカーの野望』
東北エリアの火山を噴火させようと企む。

### コンパチヒーローシリーズ
『ザ・グレイトバトルII ラストファイターツイン』
ジャングルのボスとして登場。顔岩の口から炎と誘導弾を出す。攻撃を受けると顔岩も痛がるが、その顔は無表情。倒されると腕から崩壊する。
『ザ・グレイトバトルV』
洞窟ステージのボス。ネイティブ・アメリカンの格好をしている。
『スーパー鉄球ファイト!』
ボスキャラクターの1人として「密林の死闘」に登場。岩塊を落として攻撃する。
『バトルピンボール』
ライダーステージのボスとして登場。
『ヒーロー戦記 プロジェクト オリュンポス』
ゲドンの首領。飛鳥五郎殺害の容疑をかけられ、風見志郎（仮面ライダーV3）と対決する。原典のように簡単に部下を処刑しない代わり、薄給で酷使するらしい。

### 派生キャラクター
十面鬼ゴルゴス完全体
テレビシリーズの前日譚である小説『S.I.C. HERO SAGA MASKED RIDER AMAZON EDITION -プレ・ステージ-』に登場。
ゴルゴスが、高坂博士に同行していた日本人の調査団8人と現地のポーター、合計9人の人間の顔を空から降って来た顔岩に埋め込み、自らにガガの腕輪とギギの腕輪を取り付けることによって誕生した赤い巨人。HERO SAGAでの紹介では「完全体」と書かれている。しかし、キティを殺したことでアマゾンを怒らせてギギの腕輪を奪われた結果、テレビシリーズの顔だけの十面鬼になってしまった。
テレビシリーズでは十面鬼の顔は悪人たちの首だが、本作品では生贄にされた日本人になっている。
大十面鬼
パチンコ『仮面ライダーフルスロットル』に登場。
闇のショッカーの幹部として、大十面鬼という巨大な姿で登場。同じく闇のショッカーの幹部であるエンペラーダークに次ぐ巨体を誇る。十面岩の部分の顔には歴代悪の幹部の顔が入っている。また、本来ゴルゴスがいる中心の部分にいるのはゼロ大帝。

## 十面鬼ユム・キミル

### 『仮面ライダーディケイド』
『仮面ライダーディケイド』第28話・第29話に登場。
ゲドンの首領にして、大ショッカーの大幹部の1人。
「アマゾンの世界」と呼ばれる世界で、世界征服をほぼ完全に成し遂げている。大ショッカーと手を組み、「全人類怪人化計画」のために自身の持つガガの腕輪と対となるギギの腕輪を狙っている。「ショッカーこそ正義」という思想を人々に植えつけ、アマゾンを孤立させ、マサヒコを利用し、ギギの腕輪を入手する。
そして、アマゾンやディケイドたちをライダー返しで圧倒するが、マサヒコの裏切りに遭い、ギギの腕輪を奪われ、最期はディケイドのファイナルアタックライド アマゾンによって発動したアマゾンのスーパー大切断を受け、緑色の血を噴出しながら爆死した。
ゴルゴスのデザインとは大きく異なり、色が褐色から黄金となっている。また、胸にはクウガ、腰にはアギトからキバまでの、9人の平成仮面ライダーの顔が浮かび上がっている。
『仮面ライダーオフィシャルパーフェクトファイル』では、仮面ライダーの面は大ショッカーに加入後に与えられたもので、それ以前は別の面を帯びていた可能性が高いと解説している。
武器・技
巨大球体
大ショッカーのエンブレムの形をした、ユム・キミルの乗り物。重力を制御し、自在に浮遊や瞬時に移動することができる。
『仮面ライダーオフィシャルパーフェクトファイル』では、ユム・キムルが大ショッカーに加入後に与えられたもので、それ以前は別の乗り物に搭乗していた可能性が高いと解説している。
ライダー返し
ユム・キミルが持つ能力。敵の仮面ライダーが必殺技を放つと、それと似た同威力の必殺技を打ち返す。発動時、相手の仮面ライダーに対応するマスクを模した顔が、金色に光り輝く。
クウガ返し
クウガのマイティキックに対して使用。胸のクウガの面が光り、強力な跳び蹴りを叩き込む。
ファイズ返し
ディケイドファイズのライドブッカー・ソードモード（ファイズエッジ）による斬撃に対して使用。ファイズの面が光り、右腕から手刀に発生した光剣で切り裂く。
ディケイド返し
ディケイドのディメンションキックに対して使用。自身の顔が光り、ディメンションキックと同威力の飛び蹴りを叩き込む。
- 声 - 石川英郎
- 名前の由来はマヤ神話の死の神、ア・プチの別名“ユン・シミル”から[15]。
- 十面鬼ゴルゴスをアップデートしたものやオブジェのような印象のもの、顔岩の部分を失くしたものなどの中からオブジェ案が選ばれた[15]。デザインを担当した篠原保は「仮面ライダーときちんと格闘してほしい」という提案から、本体を分離させて人間態でもアクションができる要素が加わった[16]。原典ではインカ文明だが、こちらは中米のマヤ・アステカ文明のようにしている[15]。身体の装飾のベースは実在する神像で、それに合わせて仮面ライダーのマスクをデフォルメしたものを配置している[15]。

### テレビシリーズの派生作品（ユム・キミル）
ネットムービー『仮面ライダーディケイド オールライダー対しにがみ博士』
本編では共演しなかったシャドームーンやイカデビルなどと共演している。しかし、それほど活躍する場面は無い。
映画『オーズ･電王･オールライダー レッツゴー仮面ライダー』
ショッカーと結託した組織・種族より集まった国連会議に参加する11人の大使の1人としてゲドンの代表でショッカーの大幹部として登場。人間と仮面ライダーの反撃が始まった際には、オーズと交戦した。最後は岩石大首領が起こした地割れに飲み込まれた。声は石川英郎。
映画『仮面ライダー×スーパー戦隊 スーパーヒーロー大戦』
大ショッカーの大幹部として登場。特命戦隊ゴーバスターズやキャプテン・マーベラス/ゴーカイレッドを除く海賊戦隊ゴーカイジャーを圧倒する同胞のジェネラルシャドウを軽い拍手で賞賛し、中盤では天装戦隊ゴセイジャーと戦った。
映画『平成ライダー対昭和ライダー 仮面ライダー大戦 feat.スーパー戦隊』
地下帝国バダンの幹部として登場。仮面ライダーアマゾンと戦った。声は石川英郎。
ゲーム『オール仮面ライダー ライダージェネレーション』
ステージ3‐3『灼熱』の中ボスとして登場。衝撃波や接近戦などで多彩な技を使う。直属の戦闘員はモールイマジン（ブラック〈クロスハンド〉）。